# Parti de l'alliance nationale
Pour les articles homonymes, voir Alliance nationale.
Le Parti de l'alliance nationale est un parti politique papou-néo-guinéen.

## Histoire
Le parti est fondé en amont des élections législatives de 1997 par John Momis, Bernard Narokobi, Moi Avei, Bart Philemon et Masket Iangalio. Il est rejoint et mené par Sir Michael Somare, le « Père de la Nation », ce dernier s'étant brouillé avec des membres de son parti historique, le Pangu Pati. Il obtient onze sièges aux élections de 1997, devenant la troisième force au Parlement national derrière le Parti du progrès populaire et le Pangu Pati. Aux élections de 2002, l'Alliance nationale arrive en tête avec 19 sièges, et Michael Somare est élu premier ministre avec les voix de quatre-vingt-neuf députés, aucune voix contre et quatorze abstentions, formant un gouvernement de large coalition,.
Le Parti de l'alliance nationale remporte clairement les élections de 2007, obtenant vingt-sept sièges alors qu'aucun autre parti n'en a plus de sept. Michael Somare demeure premier ministre, formant une nouvelle large coalition de quatorze partis. En octobre 2011, toutefois, le parti se scinde, entre les membres demeurés fidèles à Somare, destitué par le Parlement en août après la dislocation de sa coalition, et ceux ayant rejoint le gouvernement du nouveau premier ministre Peter O'Neill. En janvier 2012, le ministre des Finances Don Polye, annonce prématurément la mort de l'Alliance nationale, qu'il a quittée avec d'autres pour fonder le Parti rural du triomphe, du patrimoine et de la responsabilisation (Triumph Heritage Empowerment Rural Party, ou T.H.E. Party),,. 
Le Parti de l'alliance nationale existe en réalité toujours et obtient quinze sièges aux élections de 2017, faisant alors de lui la deuxième force au Parlement. Il est membre du gouvernement de coalition de James Marape de novembre 2019 à novembre 2020, avant de devenir la principale force d'opposition parlementaire. Son chef Patrick Pruaitch est battu dans sa circonscription d'Aitape-Lumi aux élections législatives de 2022, et Allan Bird lui succède comme chef du parti. L'élection d'Allan Bird étant invalidée trois semaines plus tard, Walter Schnaubelt est élu chef du parti.

## Résultats électoraux
| Année | Sièges   | Gouvernement                 |
| ----- | -------- | ---------------------------- |
| 1997  | 11 / 109 | Opposition                   |
| 2002  | 19 / 109 | Gouvernement (direction)     |
| 2007  | 27 / 109 | Gouvernement (direction)     |
| 2012  | 7 / 111  | Gouvernement (participation) |
| 2017  | 15 / 111 | Opposition                   |
| 2022  | 6 / 118  | Gouvernement (participation) |